# Národní parky ve Spojených státech amerických

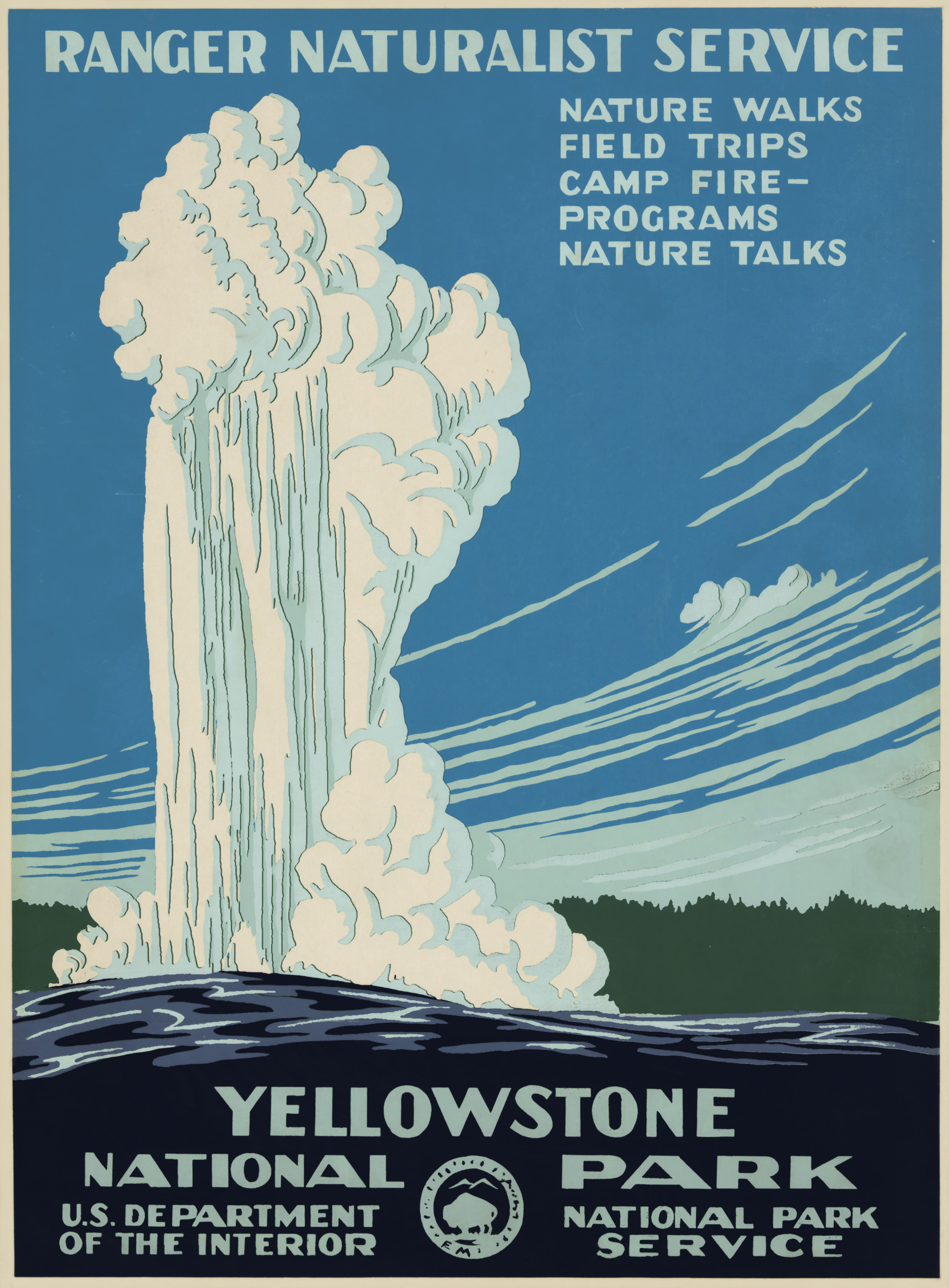
Archivní plakát z roku 1938 propagující Yellowstonský národní park, nejstarší národní park na světě

Ve Spojených státech amerických se nachází 63 chráněných území klasifikovaných jako národní parky, jež spravuje National Park Service, která je agenturou ministerstva vnitra. Každý z národních parků musí být vyhlášen zákonem přijatým Kongresem. Prvním národním parkem se stal Yellowstonský národní park, který vznikl roku 1872 poté, co prezident Ulysses S. Grant podepsal příslušný zákon. Mezi nejstarší národní parky pak rovněž patří Yosemitský národní park a Národní park Sequoia, vyhlášené roku 1890. V roce 1916 byla zákonem Organic Act zřízena National Park Service. Národní parky obvykle představují rozmanitost přírodních zdrojů na rozsáhlých území. Mnoho z nich bylo před svým vyhlášením chráněno jako Národní památka na základě zákona Antiquities Act. Sedm amerických národních parků je spojeno s Národní chráněnou oblastí, z nichž šest se nachází na Aljašce. Přestože jsou tyto parky a chráněné oblasti spravovány dohromady, jsou považovány za samostatné jednotky a jejich rozloha není zahrnuta do níže uvedené tabulky. Národní památky jsou naopak často vybírány pro svůj historický nebo archeologický význam. Čtrnáct národních parků je zaneseno na seznamu Světového dědictví UNESCO(WHS), a dvacet jedna národních parků je označeno jako Biosférické rezervace UNESCO (BR). Osm národních parků je uvedeno v obou seznamech.
Národní parky se nachází ve dvaceti devíti státech USA a na nezačleněném území Americké Samoi a Amerických Panenských ostrovů. Nejvíce národních parků se nachází v Kalifornii (9) a na Aljašce (8), které následuje Utah s pěti národními parky a Colorado se čtyřmi. Rozlohou největším národním parkem je Wrangell - St. Elias s celkovou plochou více než 33 tisíc km2, zatímco nejmenší je Národní park Gateway Arch v Missouri s rozlohou menší než 1 km2. Celková rozloha území chráněných jako národní parky je přibližně 211 tisíc km2, což je průměrně 3 500 km2 na každý park. Medián rozlohy parků je však nižší a činí 930 km2.
V  roce 2017 navštívilo národní parky rekordní množství 84 milionů návštěvníků. Nejnavštěvovanějším národním parkem byl Great Smoky Mountains s více než 11,3 miliony návštěvníky, následovaný Grand Canyonem s více než šesti miliony. Na rozdíl od těchto hojně navštěvovaných parků, Národní park Gates of the Arctic na Aljašce zhlédlo ve stejném roce jen 11 177 lidí.
Několik národních parků bylo zrušeno nebo již není označeno jako národní parky. O některých územích pod správou National Park Service se mluví jako o národních parcích, i když oficiálně za národní parky nebyly prohlášeny (jedná se celkem o 419 takovýchto území).
V roce 2024 národní parky navštívilo rekordních 330 milionů lidí, což je více než profesionální baseball, fotbal, basketbal a zábavní parky Disney dohromady. Navzdory tomu administrativa amerického prezidenta Donalda Trumpa propustila v roce 2025 přibližně tisíc zaměstnanců Správy národních parků v rámci rozpočtových škrtů. Proti škrtům a propouštění protestovali dne 22. února 2025 zaměstnanci Yosemitského národního parku – na stěně El Capitan vyvěsili obrácenou americkou vlajku. Dopady škrtů se projevily zhoršením či omezením služeb pro návštěvník. Odborníci zároveň varovali před katastrofálními následky pro údržbu amerického přírodního bohatství, které mohou vést i ke snížení počtu národních parků. Trumpova administrativa podala návrh, který požaduje snížení rozpočtu Správy národních parků o 900 milionů dolarů.

## Národní parky
| název                        | fotografie                                | místo                                                  | vznik              | rozloha      | popis |
| ---------------------------- | ----------------------------------------- | ------------------------------------------------------ | ------------------ | ------------ | --- |
| Acadia                       |                                           | Maine 44°21′ s. š., 68°12′ z. d.                       | 26. února 1919     | 191,8 km2    | Národní park se rozkládá na většině ostrova Mount Desert a dalších pobřežních ostrovech a předmětem jeho ochrany je nejvyšší hora atlantského pobřeží, granitové vrcholy, oceánské pobřeží, lesy a jezera. Na území parku se nachází sladkovodní zdroje, ústí řeky, lesy a příbřežní stanoviště živočichů. |
| Americká Samoa               | Národní park Americká Samoa               | Americká Samoa 14°15′ j. š., 170°40′ z. d.             | 31. října 1988     | 36,4 km2     | Nejjižnější národní park se rozkládá na třech samojských ostrovech a předmětem jeho ochrany jsou korálové útesy, deštné pralesy, sopečné hory a bílé pláže. Zdejší oblast je rovněž domovem Samojců a z živočichů pak kaloňů samojských, terejů žlutonohých, mořských želv a 900 druhů ryb. |
| Arches                       | Národní park Arches                       | Utah 38°40′ s. š., 109°34′ z. d.                       | 12. listopadu 1971 | 309,7 km2    | V národním parku se nachází více než dva tisíce přírodních pískovcových oblouků, včetně oblouku Delicate Arch. Tyto útvary vznikaly ve zdejším pouštním podnebí díky milionům let eroze. Mezi další geomorfologické tvary patří kamenné sloupy, jehly a věže. |
| Badlands                     | Národní park Badlands                     | Jižní Dakota 43°45′ s. š., 102°30′ z. d.               | 10. listopadu 1978 | 982,4 km2    | Národní park zahrnuje řadu svědeckých hor, vrcholů, věží a travnatých prérií. Jsou zde nejbohatší fosilní sloje z oligocénu na světě a mezi zdejší divokou zvěř patří bizoni, ovce tlustorohé, tchoři černonozí a lišky šedohnědé. |
| Big Bend†                    | Národní park Big Bend                     | Texas 29°15′ s. š., 103°15′ z. d.                      | 20. června 1935    | 3242,2 km2   | Park je pojmenován po zákrutu řeky Rio Grande podél americko-mexické hranice a jeho součástí je část Čivavské pouště. Na jeho území se nachází celá řada druhohorních (křída) a třetihorních zkamenělin a kulturních artefaktů domorodých Američanů.(BR) |
| Biscayne                     | Národní park Biscayne                     | Florida 25°28′ s. š., 80°14′ z. d.                     | 28. června 1980    | 699,8 km2    | Národní park se nachází v Biscaynském zálivu a ze severu je ohraničen souostrovím Florida Keys. Je unikátní čtyřmi vzájemně provázanými mořskými ekosystémy: mangrovy, zálivem, Keys a korálovými útesy. Mezi zdejší ohrožená zvířata patří kapustňák širokonosý, krokodýl americký, řada mořských želv a sokol stěhovavý. |
| Black Canyon of the Gunnison | Národní park Black Canyon of the Gunnison | Colorado 38°34′ s. š., 107°43′ z. d.                   | 21. října 1999     | 133,3 km2    | Předmětem ochrany tohoto parku je část řeky Gunnison a její kaňon, pocházející z prekambrického období. Samotný kaňon má velmi strmé stěny tvořené rulami a svorem a jeho zbarvení připomíná, zejména ve stínu, černou barvu. Je využíván jak pro potřeby raftingu, tak pro horolezectví. |
| Bryce Canyon                 | Národní park Bryce Canyon                 | Utah 37°34′ s. š., 112°10′ z. d.                       | 25. února 1928     | 145 km2      | Bryceův kaňon je obrovský přírodní amfiteátr podél plošiny Paunsaugunt. V této jedinečné oblasti se nachází stovky geomorfologických útvarů, známých jako komíny či jehly, vytvořených erozí. Zdejší region byl původně osídlen domorodými Američany a později mormonskými osadníky. |
| Canyonlands                  | Národní park Canyonlands                  | Utah 38°12′ s. š., 109°55′ z. d.                       | 12. září 1964      | 1366,2 km2   | Současná podoba krajiny vznikla díky erozi způsobené řekami Colorado, Green a jejich přítoky, které oblast národního parku rozdělily do čtyř oblastí. Je zde tak možné nalézt kaňony, stolové hory, skalní věže a další přírodní útvary, stejně jako pozůstatky národa Anasaziů. |
| Capitol Reef                 | Národní park Capitol Reef                 | Utah 38°12′ s. š., 111°10′ z. d.                       | 18. prosince 1971  | 979 km2      | Součástí národního parku je 160 kilometrů dlouhá monoklinála Waterpocket Fold, která odkrývá a ukazuje zemské geologické vrstvy. Mezi další přírodní útvary patří monolitické a pískovcové dómy a útesy ve tvaru amerického Kapitolu. |
| Carlsbadské jeskyně*         | Carlsbadské jeskyně                       | Nové Mexiko 32°10′ s. š., 104°26′ z. d.                | 14. května 1930    | 189,3 km2    | Carlsbadské jeskyně zahrnují celkem 117 jeskyní, z nichž nejdelší je 190 kilometrů dlouhá. Jeskyně Big Room je dlouhá téměř 1200 metrů a je domovem přes 400 tisíc tadarid guánových a šestnácti dalších netopýřích druhů. Na povrchu se nad Carlsbadskými jeskyněmi rozkládá Čivavská poušť a prameny Rattlesnake. (WHS) |
| Congaree†                    | Národní park Congaree                     | Jižní Karolína 33°47′ s. š., 80°47′ z. d.              | 10. listopadu 2003 | 107,4 km2    | Národní park Congaree je největším a jedním z posledních lužních pralesů v Severní Americe. Svůj název získal po řece Congaree, která parkem protéká. Některé zdejší stromy jsou nejvyššími stromy východního pobřeží USA a součástí parku je i visutý chodník Boardwalk Loop, postavený nad zdejšími bažinami.(BR) |
| Crater Lake                  | Národní park Crater Lake                  | Oregon 42°56′ s. š., 122°6′ z. d.                      | 22. května 1902    | 741,5 km2    | Předmětem ochrany je jezero Crater Lake, nacházející se v kráteru vyhaslé sopky Mazama. Jde o nejhlubší jezero ve Spojených státech, které je známé pro svou tmavě modrou barvu a čistotu vody. Nemá žádný přítok ani odtok a jeho zdroj vody je dešťový a sněhový. Uprostřed jezera se nalézají dva ostrovy. |
| Cuyahoga Valley              | Národní park Cuyahoga Valley              | Ohio 41°14′ s. š., 81°32′ z. d.                        | 11. října 2000     | 133,0 km2    | Park se rozkládá podél řeky Cuyahoga a jeho součástí jsou vodopády, kopce, stezky, ukázky raných venkovských budov a staveb (historické domy, mosty a konstrukce) a říční kanál Ohio a Erie. |
| Death Valley†                | Národní park Death Valley                 | Kalifornie, Nevada 36°14′ s. š., 116°49′ z. d.         | 31. října 1994     | 13 647,6 km2 | Údolí smrti (Death Valley) je nejteplejší, nejníže položené a nejsušší místo ve Spojených státech. Součástí parku je pánev Badwater Basin a její rozlehlé solné pláně. Tato oblast je nejníže položeným místem v Severní Americe – nadmořská výška je −86 m. Součástí národního parku jsou kaňony, pestrobarevné badlands, písečné duny, hory a kromě toho žije v tomto příkopovém zlomu přes tisíc rostlinných a živočišných druhů. Dalšími geologicky zajímavými prvky jsou slatiny, vodní prameny a svědecké hory.(BR) |
| Denali†                      | Národní park Denali                       | Aljaška 63°19′ s. š., 150°30′ z. d.                    | 26. února 1917     | 19 185,8 km2 | Národní park se rozkládá kolem hory Denali, která je nejvyšší horou Severní Ameriky, a je obsluhován jednopruhovou silnicí vedoucí k jezeru Wonder. Denali a další vrcholy Aljašského pohoří jsou pokryty horskými ledovci a boreálními lesy. Mezi zdejší zvířenu patří medvěd grizzly, ovce aljašská, sob polární a vlk obecný.(BR) |
| Dry Tortugas†                | Národní park Dry Tortugas                 | Florida 24°37′ s. š., 82°52′ z. d.                     | 26. října 1992     | 261,8 km2    | Součástí souostroví Dry Tortugas, ležícího na západním konci souostroví Florida Keys, je pevnost Fort Jefferson, která je největší zděnou stavbou na západní polokouli. Většinu rozlohy národního parku tvoří voda, díky čemuž je domovem korálových útesů, lodních vraků a je dostupný pouze letadlem či lodí. (BR) |
| Everglades‡                  | Národní park Everglades                   | Florida 25°19′ s. š., 80°55′ z. d.                     | 30. května 1934    | 6104,8 km2   | Everglades jsou největší subtropickou divočinou ve Spojených státech. Tento mangrovový ekosystém a ústí do moře je domovem 36 chráněných druhů, včetně pumy americké východní, krokodýla amerického a kapustňáka širokonosého. Některé ze zdejších oblastí byly vysušeny a zastavěny. (WHS) (BR) |
| Gates of the Arctic          | Národní park Gates of the Arctic          | Aljaška 67°46′48″ s. š., 153°18′ z. d.                 | 2. prosince 1980   | 30 448,1 km2 | Tento nejsevernější národní park ochraňuje část Brooksova pohoří a nemá žádná trvalá zařízení. Je domovem domorodých obyvatel Aljašky, kteří jsou závislí na půdě a polárních sobech již 11 tisíc let. |
| Gateway Arch                 | Národní park Gateway Arch                 | Missouri 38°37′48″ s. š., 90°11′24″ z. d.              | 22. února 2018     | 0,8 km2      | Oblouk pomníku je vysoký 192 metrů a vzdálenost obou jeho konců činí také 192 metrů. Oblouk byl postavený z podnětu Thomase Jeffersona, aby připomínal Lewisovu a Clarkovu expedici a následující územní akvizice Spojených států směrem na západ. Muzeum, které se nachází v podzemním návštěvnickém centru pod obloukem, popisuje stavbu oblouku a rozšiřování země na západ. |
| Glacier‡                     | Národní park Glacier                      | Montana 48°48′ s. š., 114° z. d.                       | 11. května 1910    | 4101,8 km2   | Tento národní park, který je součástí Waterton-Glacier International Peace Park zahrnuje 26 zbývajících ledovců a 130 jezer rozkládajících se pod vrcholky Skalistých hor. V této oblasti rychle ustupujících ledovců se též nachází historické hotely a význačná silnice. Zdejší hory, vzniklé násunovým zlomem mají nejlepší sedimentární fosilie z dob proterozoika. (WHS) (BR) |
| Glacier Bay‡                 | Národní park Glacier Bay                  | Aljaška 58°30′ s. š., 137° z. d.                       | 2. prosince 1980   | 13 050,5 km2 | Národní park představuje řadu ledovců, hor a fjordů. Pralesy mírného pásma a záliv jsou domovem medvědů grizzly, horských koz, velryb, lachtanů a orlů. Když byl záliv roku 1794 objeven Georgem Vancouverem byl celý pokryt ledem, avšak od té doby ledovec ustoupil o 150 km. (WHS) (BR) |
| Grand Canyon *               | Národní park Grand Canyon                 | Arizona 36°3′ s. š., 112°8′ z. d.                      | 26. února 1919     | 4926,7 km2   | Grand Canyon, vyhloubený řekou Colorado, je 446 km dlouhý, až 1,6 kilometru hluboký a až 24 km široký. Miliony let vystavení působení prostředí vytvořilo pestře barevné vrstvy Coloradské plošiny ve stolových horách a stěnách kaňonu.(WHS) |
| Grand Teton†                 | Národní park Grand Teton                  | Wyoming 43°43′ s. š., 110°48′ z. d.                    | 26. února 1929     | 1254,5 km2   | Grand Teton je nejvyšší hora Tetonského pohoří. Zdejší údolí Jackson Hole a podhorská jezera výrazně kontrastují s vysokým, ledovcem pokrytým pohořím, které se z údolí zvedá. (BR) |
| Great Basin                  | Národní park Great Basin                  | Nevada 38°58′ s. š., 114°18′ z. d.                     | 27. října 1986     | 312,3 km2    | Národní park se rozkládá v okolí hory Wheeler Peak a jeho součástí jsou například 5000 let staré borovice osinaté rostoucí ve Velké pánvi, ledovcové morény a vápencové Lehmanovy jeskyně. V noci jsou zde jedny z nejtemnějších obloh v celých Spojených státech a mezi zdejší živočichy se řadí například vidloroh americký, netopýr Townsendův či pstruh žlutohrdlý. |
| Great Sand Dunes             | Národní park Great Sand Dunes             | Colorado 37°43′ s. š., 105°30′ z. d.                   | 13. září 2004      | 173,9 km2    | Nejvyšší písečné duny v Severní Americe jsou až 230 metrů vysoké a sousedí s travnatými pláněmi, mokřady a krajinou se suchými křovisky (buš). Duny byly vytvořeny ukládáním písku z Rio Grande v údolí San Luis. Součástí národního parku jsou rovněž ledovcová jezera, šest hor o výšce zhruba 4800 m a staré lesy. |
| Great Smoky Mountains‡       | Národní park Great Smoky Mountains        | Severní Karolína, Tennessee 35°40′ s. š., 83°31′ z. d. | 22. května 1926    | 2110,4 km2   | Great Smoky Mountains, které jsou součástí Appalačského pohoří, mají velkou horizontální členitost, díky čemuž se staly domovem více než 400 druhů obratlovců, 100 druhů stromů a na 5000 rostlinných druhů. Hlavní návštěvnickou náplní parku je pěší turistika, které je vyčleněno na 1300 kilometrů turistických tras, včetně 110 kilometrů dlouhé Appalačské stezky. Mezi další aktivity patří rybaření, jízda na koni a navštěvování některé z téměř 80 historických staveb.(WHS) (BR) |
| Guadalupe Mountains          | Národní park Guadalupe Mountains          | Texas 31°55′ s. š., 104°52′ z. d.                      | 15. října 1966     | 349,7 km2    | Součástí národního parku je nejvyšší hora Texasu – Guadalupe Peak, malebný kaňon McKittrick, kde rostou javory druhu acer grandidentatum, část Čivavské poušti a zkamenělý útes z období permu. |
| Haleakala†                   | Národní park Haleakala                    | Havaj 20°43′ s. š., 156°10′ z. d.                      | 1. srpna 1916      | 117,7 km2    | Součástí parku na ostrově Maui je vulkán Haleakalā s mimořádně velkým kráterem, řada sypaných kuželů, Hosmerův háj a domorodá berneška havajská. Sekce Kipahulu zahrnuje řadu rybníků se sladkovodními rybami. Tento národní park má největší počet ohrožených druhů.(BR) |
| Hawaii Volcanoes‡            | Národní park Hawaii Volcanoes             | Havaj 19°22′ s. š., 155°12′ z. d.                      | 1. srpna 1916      | 1308,9 km2   | Národní park se nachází na ostrově Havaj a předmětem jeho ochrany jsou dva největší světové aktivní vulkány Kilauea a Mauna Loa. Různorodé ekosystémy parku jsou vertikálně členěny od hladiny moře až do výšky 4000 metrů.(WHS) (BR) |
| Hot Springs                  | Národní park Hot Springs                  | Arkansas 34°30′ s. š., 93°3′ z. d.                     | 4. března 1921     | 22,5 km2     | National Park Service spravuje toto území ze vsech chráněných území nejdéle - již od 20. dubna 1832, kdy kongres zřídil Hot Springs jako přírodní rezervaci. Je to první národní park vytvořený v urbánním prostředí a rozlohou to byl to nejmenší národní park až do 22. února 2018, kdy byl národní památník Jefferson National Expansion Memorial prohlášen za národní park. Národní památník Jefferson National Expansion Memorial a Gateway Arch spolu nyní tvoří Gateway Arch National Park.Park je založen v oblasti horkých přírodních pramenů, které jsou využívány veřejností. 47 těchto pramenů je chráněno. V Bathhouse Row jsou uchovány mnohé stavební památky z 19. století. |
| Channel Islands†             | Národní park Channel Islands              | Kalifornie 34° s. š., 119°42′ z. d.                    | 5. března 1980     | 1009,9 km2   | Pět z osmi ostrovů Channel Islands je chráněno a polovina z rozlohy parku se nachází pod hladinou. Ostrovy mají jedinečný mediteránní ekosystém a jsou domovem více než 2000 rostlinných a živočišných druhů, z nichž 145 je endemitních. Původně ostrovy obývali Čumašové.(BR) |
| Indiana Dunes                |                                           | Indiana 41°39′12″ s. š., 87°3′9″ z. d.                 | 15. února 2019     | 61 km2       | Původně bylo toto území prohlášeno za Národní pobřeží. Pískové duny v parku se táhnou 40 km podél jezera Michigan. Písečná pláž sousedí s travnatou prérií, rašeliništěm a mokřady, které jsou domovem pro více než 2000 živočišných druhů. |
| Isle Royale†                 | Národní park Isle Royale                  | Michigan 48°6′ s. š., 88°33′ z. d.                     | 3. března 1931     | 2314 km2     | Největší ostrov Hořejšího jezera a jeden ze dvou národních parků nedostupný po souši. Jde o nejméně navštěvovaný národní park, který je místem izolace a divočiny. Jeho součástí je mnoho lodních vraků, vodních kanálů a turistických tras. Zahrnuje též více než 400 menších ostrovů a vodní plochu ve vzdálenosti 7,2 km od ostrova. Žije zde pouze 20 druhů savců.(BR) |
| Joshua Tree†                 | Národní park Joshua Tree                  | Kalifornie 33°47′ s. š., 115°54′ z. d.                 | 31. října 1994     | 3196 km2     | Národní park se rozkládá na částech Coloradské a Mohavské pouště a Little San Bernardino Mountains a je domovem juky krátkolisté, známé též jako Jozuův strom (Joshua Tree). Na území s velkými rozdíly v nadmořské výšce je možno nalézt písečné duny, vyschlá jezera a rozeklané hory.(BR) |
| Katmai                       | Národní park Katmai                       | Aljaška 58°30′ s. š., 155° z. d.                       | 2. prosince 1980   | 14 870,3 km2 | Tento park, který se nachází na Aljašském poloostrově chrání Údolí desetitisíců dýmů, které je vyplněné proudem pyroklastického materiálu pocházejícího z erupce sopky Novarupta z roku 1912 a erupce Mount Katmai. Každoročně do oblasti přichází na 2000 medvědů hnědých, aby zde lovili lososy, kteří se sem připlavali vytřít. |
| Kenai Fjords                 | Národní park Kenai Fjords                 | Aljaška 59°55′ s. š., 149°30′ z. d.                    | 2. prosince 1980   | 2711,3 km2   | Národní park se nachází poblíž města Seward na Kenaiském poloostrově a ochraňuje Hardingovo ledovcové pole, z něhož vychází nejméně 38 ledovců a fjordů. Jediná oblast dostupná po souši je ledovec Exit. Zbytek národního parku si lze prohlédnout prostřednictvím vyhlídkových plaveb. |
| Kings Canyon†                | Národní park Kings Canyon                 | Kalifornie 36°48′ s. š., 118°33′ z. d.                 | 1. října 1890      | 1869,2 km2   | Součástí národního parku je několik hájů sekvojovce obrovského a druhý největší strom světa – strom generála Granta. Dále zde protékají řeky Kings River a San Joaquin a nachází se zde granitový Kings Canyon a Boydenovy jeskyně. Národní park Kings Canyon byl založen v roce 1940 a zahrnoval také Národní park Generál Grant, který byl zřízen 1. října 1890 jako v pořadí čtvrtý národní park Spojených států. (BR) |
| Kobuk Valley                 | Národní park Kobuk Valley                 | Aljaška 67°33′ s. š., 159°16′ z. d.                    | 2. prosince 1980   | 7084,9 km2   | Národní park se táhne podél 98kilometrového úseku řeky Kobuk a má tři oblasti písečných dun. Ty byly vytvořeny ledovcem a jedná se o Great Kobuk, Little Kobuk a Hunt River. Dosahují výšky až 30 metrů a jedná se o největší písečné duny v Arktidě. Přes park rovněž vede migrační trasa sobů, kterých přes zdejší duny dvakrát do roka migruje na půl milionu. Jedná se o nejméně navštěvovaný národní park. |
| Lake Clark                   | Národní park Lake Clark                   | Aljaška 60°58′ s. š., 153°25′ z. d.                    | 2. prosince 1980   | 10 601,7 km2 | V oblasti kolem jezera Clark se nachází čtyři aktivní vulkány, včetně Mount Redoubt, řeky, ledovce a vodopády. Jsou zde pralesy mírného pásma, tři horská pohoří a plošina. |
| Lassen Volcanic              | Národní park Lassen Volcanic              | Kalifornie 40°29′ s. š., 121°30′ z. d.                 | 9. srpna 1916      | 430,5 km2    | Součástí národního parku je stratovulkán Lassen Peak a několik dalších vulkánů různého typu. Lassen Peak je jednou ze dvou sopek Kaskádového pohoří, které eruptovaly ve 20. století. Oblast parku je hydrotermálně aktivní, nachází se zde například fumaroly či vývěry horké páry. |
| Mamutí jeskyně‡              | Národní park Mamutí jeskyně               | Kentucky 37°10′ s. š., 86°6′ z. d.                     | 25. května 1926    | 213,8 km2    | S 587 kilometry zmapovaných chodem je Mamutí jeskyně zdaleka největším jeskynním systémem na světě. Mezi zdejší jeskynní zvířata patří pět druhů netopýrů, kreveta Palaemonias ganteri, jeskynní ryby a mloci. Na povrchu jsou řeky, turistické trasy, závrty a prameny.(WHS) (BR) |
| Mesa Verde *                 | Národní park Mesa Verde                   | Colorado 37°10′ s. š., 108°29′ z. d.                   | 29. června 1906    | 210,9 km2    | Součástí této oblasti je více než 4000 archeologických nalezišť kultury Anasaziů. Tyto zahrnují i skalní město a příbytky vybudované pod útesy postavené ve 12. a 13. století. Jejich součástí je i Útesový palác, který má 150 místností, 23 kiv a rovněž Balcony House s průchody a tunely.(WHS) |
| Mount Rainier                | Národní park Mount Rainier                | Washington 46°21′ s. š., 121°45′ z. d.                 | 2. března 1899     | 953,5 km2    | Aktivní vulkán Mount Rainier, který je nejvyšší horou Kaskádového pohoří, je pokryt 26 pojmenovanými ledovci (např. Carbon či Emmons), které jsou největší v kontinentálních Spojených státech. Hora je oblíbená pro horolezectví a více než polovina rozlohy parku je pokryta subalpinskými a alpinskými lesy. Při jižním úpatí se nachází oblast Paradise, která je jednou s nejvíce sněhových oblastí na světě, kde se výška napadaného sněhu pravidelně měří. Lze zde též nalézt turistické centrum Longmire, které je výchozím bodem turistické trasy Wonderland Trail. |
| New River Gorge              |                                           | Západní Virginie 37°57′39″ s. š., 81°4′54″ z. d.       | 27. prosince 2020  | 294,64 km2   | Národní park leží na 263,71 km2 půdy v soutěsce řeky New River, která patří mezi nejstarší na kontinentu. New River Gorge je nejhlubší říční soutěska východně od řeky Mississippi. Jedním ze symbolů parku je most New River Gorge Bridge z roku 1977. |
| Olympijský‡                  | Olympijský národní park                   | Washington 47°58′ s. š., 123°30′ z. d.                 | 29. června 1938    | 3733,8 km2   | Národní park se rozkládá na Olympijském poloostrově a sahá od přílivových bazénů na pobřeží Tichého oceánu přes mírné deštné pralesy až po horu Mount Olympus. Ze zaledněného Olympijského pohoří je výhled na deštné pralesy Hoh a Quinault, které jsou nejvlhčím místem kontinentálních Spojených států. V pralese Hoh naprší přes tři a půl metru srážek každý rok.(WHS) (BR) |
| Panenské ostrovy             | Národní park Panenské ostrov              | Americké Panenské ostrovy 18°19′ s. š., 64°43′ z. d.   | 2. srpna 1956      | 59,4 km2     | Ostrov Svatého Jana má bohatou lidskou a přírodní historii. Nachází se zde archeologická naleziště indiánského etnika Taínů a ruiny třtinových plantáží z Kolumbovských dob. Součástí nedotčených pláží jsou mangrovy, mořské louky a korálové útesy. |
| Petrified Forest             | Národní park Petrified Forest             | Arizona 35°4′ s. š., 109°46′ z. d.                     | 9. prosince 1962   | 378,5 km2    | Území této části formace Chinle je bohaté na výskyt až 225 milionů let starého zkamenělého dřeva. V okolí se nachází Painted Desert tvořená červeně obarvenou horninou bentonitem. Lze zde rovněž nalézt fosilie dinosaurů a více než 350 indiánských lokalit. |
| Pinnacles                    |                                           | Kalifornie 36°28′48″ s. š., 121°9′36″ z. d.            | 10. ledna 2013     | 107,7 km2    | Národní park Pinnacles (Vrcholky) je pojmenovaný po erodovaných zbytcích části zaniklé sopky Neenach. Park je populární destinací pro horolezce a turisty. Park je také domovem ohroženého kondora kalifornského. Je to jedno z mála míst na světě, kde lze tyto velmi vzácné ptáky vidět ve volné přírodě. V parku se také daří vysoké populaci raroha prériového a více než 13 druhům netopýrů, které sídlí v jeho osypových jeskyních. |
| Redwood *                    | Národní park Redwood                      | Kalifornie 41°18′ s. š., 124° z. d.                    | 2. října 1968      | 455,3 km2    | Důvodem ochrany tohoto území jsou zejména rozsáhlé pralesní porosty sekvoje vždyzelené (nejvyššího stromu světa). Oblast parku je seismicky aktivní a prochází jí tři velké říční systémy. Chráněno je též 60 kilometrů pobřeží s přílivovými bazény a útesy, stejně jako některá rekonstruovaná sídla původních obyvatel a přilehlé oblasti prérií.(WHS) |
| Rocky Mountain†              | Národní park Rocky Mountain               | Colorado 40°24′ s. š., 105°34′ z. d.                   | 26. ledna 1915     | 1075,8 km2   | Tato část Skalistých hor zahrnuje ekosystémy lišící se dle vertikální členitosti od více než 150 jezer v lužních lesích po montánní a podhorské lesy a alpinskou tundru. Z divoké zvěře zde v horách a ledovcových údolích žije například jelenec ušatý, ovce tlustorohá, medvěd baribal či puma americká. Mezi oblíbené turistické cíle patří hora Longs Peak a Medvědí jezero.(BR) |
| Saguaro                      | Národní park Saguaro                      | Arizona 32°15′ s. š., 110°30′ z. d.                    | 14 října 1994      | 370 km2      | Národní park se rozkládá v Sonorské poušti (dále se dělí do oblastí Rinconských a Tucsonských hor), která je domovem šesti biotických společenstev. Kromě obřích kaktusů Saguaro zde rostou kulovité kaktusy (rody Echinocactus a Ferocactus), kaktusy rodu Cylindropuntia či opuncie a žijí zde například netopýr glosofága lesní, puštík západní a savci čeledi pekariovitých. |
| Sequoia†                     | Národní park Sequoia                      | Kalifornie 36°25′ s. š., 118°40′ z. d.                 | 25. září 1890      | 1635,1 km2   | Důvodem ochrany tohoto parku je les Giant Forest, kde roste největší strom světa – Generál Sherman a čtyři z dalších devíti největších stromů světa. Dále se zde nachází přes 240 jeskyní, nejvyšší vrchol kontinentálních Spojených států hora Mount Whitney a žulová kupole Moro Rock.(BR) |
| Severní Kaskády              | Národní park Severní Kaskády              | Washington 48°42′ s. š., 121°12′ z. d.                 | 2. října 1968      | 2042,8 km2   | Tento komplex zahrnuje dvě jednotky národního parku a rekreační oblasti Ross Lake a Lake Chelan. Je zde řada ledovců a pro turistiku a horolezectví jsou oblíbené oblasti Kaskádský průsmyk, Mount Shuksan, Mount Triumph a Eldorado Peak. |
| Shenandoah                   | Národní park Shenandoah                   | Virginie 38°31′ s. š., 78°21′ z. d.                    | 22. května 1926    | 805,5 km2    | Blue Ridge Mountains, které leží na území parku, pokrývají tvrdodřevné lesy, které jsou domovem desetitisíců živočišných druhů. Park má protáhlý tvar a prochází jím silnice Skyline Drive, Appalačská stezka a více než 800 kilometrů turistických tras s vyhlídkami a vodopády na řece Shenandoah. |
| Theodore Roosevelt           | Národní park Theodore Roosevelt           | Severní Dakota 46°58′ s. š., 103°27′ z. d.             | 10. listopadu 1978 | 285,1 km2    | Tato oblast, která kdysi lákala a ovlivnila prezidenta Theodora Roosevelta je dnes národním parkem. Kromě Rooseveltovy chaty park nabízí vyhlídkovou silnici a pěší turistiku. Mezi zdejší divokou zvěř patří bizon americký, vidloroh americký, ovce tlustorohá a divocí koně. |
| Větrná jeskyně               | Národní park Větrná jeskyně               | Jižní Dakota 43°34′ s. š., 103°28′ z. d.               | 9. ledna 1903      | 114,5 km2    | Předmětem ochrany tohoto parku je 192 kilometrů dlouhá Větrná jeskyně, jejíž větší část je pokrytá speciální kalcitovou formou boxwork (podobají se včelím plástvím), dále se zde vyskytují keříčkovité útvary frostwork (známé také z Jeskyně klenotů či z Ochtinské aragonitové jeskyně) či kuličky zvané popcorn. Na povrchu je směsice prérijních a travinatých společenstev, kde z živočichů žije například bizon americký, tchoř černonohý, psoun prériový. Lesy borovice těžké jsou pak domovem pumy americké a jelena wapiti. Jeskyně má význam pro indiány kmene Lakota – hraje významnou roli v Příběhu o vzniku z doby, kdy lidé žili pod zemí a povrch obývali dva duchové.     |
| Voyageurs                    | Národní park Voyageurs                    | Minnesota 48°30′ s. š., 92°52′ z. d.                   | 8. ledna 1971      | 883 km2      | Tento park se rozkládá na čtyřech hlavních jezerech a je místem pro kanoistiku, kajaking a rybaření. Historicky je znám výskytem indiánského kmene Odžibvejů, francouzských obchodníků s kůžemi, známými jako voyageurs, a zlatou horečkou. Zdejší oblast byla utvářena ledovci a jsou zde k vidění strmé útesy, ostrovy, zálivy a historické budovy. |
| White Sands                  | White Sands National Park                 | Nové Mexiko 32°46′45″ s. š., 106°10′19″ z. d.          | 20. prosince 2019  | 592,2 km2    | Národní park zajišťuje ochranu dunám z bílého sádrovce, z nichž některé jsou vysoké až 18 metrů. White Sands je největší dunové pole na světě tvořené krystaly sádrovce. Park zcela obklopuje raketová střelnice White Sands Missile Range, během probíhajících testů je přístup do něj omezen. |
| Wrangell – St. Elias *       | Národní park Wrangell – St. Elias         | Aljaška 61° s. š., 142° z. d.                          | 2. prosince 1980   | 33 682,6 km2 | Tato hornatá oblast je konvergencí Aljašského pohoří, Chugach Mountains, Saint Elias Mountains a pohoří Wrangell a nachází se zde řada nejvyšších amerických hor, které mají více než 4900 m, včetně Mount Saint Elias. Více než 25 % vulkanických vrcholů tohoto parku je pokryto horským ledovcem (jde například o ledovce Hubbard, Malaspina a Nabesna).(WHS) |
| Yellowstonský‡               | Yellowstonský národní park                | Wyoming, Montana, Idaho 44°36′ s. š., 110°30′ z. d.    | 1. března 1872     | 8983,2 km2   | Tento park ležící na Yellowstonské kaldeře je historicky prvním národním parkem na světě. Zahrnuje rozsáhlé geotermálně aktivní oblasti s termálními prameny a gejzíry, z nichž k nejznámějším patří Old Faithful a pramen Grand Prismatic. Žlutě zbarvený Grand Canyon řeky Yellowstone skrývá četné vodopády a celým územím parku prochází čtyři pohoří. Žije zde téměř 60 druhů savců, včetně vlka obecného, medvěda grizzlyho, rysů, bizonů a jelenů wapiti.(WHS) (BR) |
| Yosemitský *                 | Yosemitský národní park                   | Kalifornie 37°49′ s. š., 119°30′ z. d.                 | 1. října 1890      | 3080,7 km2   | Součástí Yosemitského národního parku jsou útesy, vodopády a sekvoje a celá oblast je geologicky a hydrologicky rozmanitá. Z centrálního, ledovcem vytvořeného Yosemitského údolí vystupují vrcholy Half Dome a El Capitan, obdobně jako nejvyšší severoamerický vodopád – Yosemitský vodopád. Součástí jsou též tři háje sekvojovce obrovského a divočina, která skýtá domov rozličným živočichům.(WHS) |
| Zion                         | Národní park Zion                         | Utah 37°30′ s. š., 113°5′ z. d.                        | 19. listopadu 1919 | 593,3 km2    | Tato geologicky jedinečná oblast zahrnuje různě zbarvené pískovcové kaňony, náhorní plošiny a skalní věže. Společně se skalními mosty a dalšími geomorfologickými tvary tvoří Koloradská plošina divočinu čtyř různých ekosystémů. |